# Kōmei
Kōmei (孝明, Quioto, 22 de julho de 1831 – Quioto, 30 de janeiro de 1867) foi o 121º imperador do Japão, na lista tradicional de sucessão. Reinou de 1846 a 1867 (correspondendo aos anos finais do período Edo) e o seu nome de nascimento foi Osahito (統仁).
Durante seu reinado, houve muita turbulência interna como resultado do primeiro grande contato do Japão com os Estados Unidos, que ocorreu sob o comando do Comodoro Perry em 1853 e 1854, e a subsequente reabertura forçada do Japão às nações ocidentais, encerrando um período de 220 anos de isolamento nacional. O Imperador Kōmei não tinha muito interesse por nada estrangeiro e se opôs à abertura do Japão às potências ocidentais. Seu reinado continuou dominado por insurreições e conflitos partidários, culminando eventualmente no colapso do xogunato Tokugawa pouco após sua morte e na Restauração Meiji no início do reinado de seu filho e sucessor, o Imperador Meiji.

## Vida

### Reinado
O Príncipe Osahito subiu ao trono como Imperador Kōmei em 1846 após a morte de seu pai, Ninkō, durante o período em que o xogunato Tokugawa era liderado por vários xoguns. A chegada do  Comodoro Perry em 1853 forçou o Japão a abrir-se ao comércio exterior, enfraquecendo o xogunato. O Imperador Kōmei, inicialmente simbólico em seu papel, começou a afirmar mais influência à medida que o xogunato enfrentava conflitos internos e pressão externa.
Em 1858, pela primeira vez na sua história, o xogunato buscou um conselho imperial, quando Tokugawa Iesada conversou com Kōmei sobre as relações exteriores. O diplomata Hayashi Akira foi enviado para negociar o Tratado Harris com Kōmei, que aceitou relutantemente os termos em 1859 devido à falta de alternativas.
Em 1863, a visita do Xogum Tokugawa Iemochi a Kyoto marcou uma mudança política significativa. O papel de liderança do Imperador Kōmei foi consolidado, mostrando uma transição do poder militar para o imperial.
Após o Tratado de Harris, o Japão assinou tratados semelhantes com outras nações ocidentais. O Imperador Kōmei se opôs a esses acordos e emitiu a "Ordem para Expulsar os Bárbaros" (攘夷勅命) em 1863. Embora o xogunato não a tenha aplicado, isso levou a incidentes violentos envolvendo estrangeiros e demonstrou a inferioridade militar do Japão.

### Morte
O Imperador Kōmei morreu em 1867, possivelmente de varíola, em meio a rumores de assassinato. Sua morte foi conveniente para as forças anti-bakufu. Seu sucessor, Mutsuhito, iniciou a Restauração Meiji, transformando o Japão e abraçando a ocidentalização.
Kōmei foi consagrado em um mausoléu em Kyoto junto a outros imperadores. Ele foi o último imperador cujo nome póstumo foi escolhido após sua morte, uma tradição que mudou a partir do Imperador Meiji.

## Kugyō
Kugyō (公卿) é um termo coletivo para designar os muito poucos homens poderosos ligados à corte imperial do Japão nas eras pré-Meiji. Mesmo durante os anos em que a influência da corte fora do palácio era mínima, a organização hierárquica persistiu.
Em geral, essa elite incluía apenas de três a quatro homens de uma só vez. Estes eram cortesãos hereditários cuja experiência e antecedentes teriam-nos levado ao auge da carreira. Durante o reinado Kōmei, este vértice do Daijō-kan incluía:
- Sadaijin
- Udaijin
- Nadaijin
- Dainagon

## Eras do reinado de Kōmei
O Imperador Kōmei foi o último imperador japonês que tinha mais de um nome de era japonesa (nengō) durante um único reinado. 
Começando com o seu sucessor, Meiji, foi adotado um único nome de era (idêntico ao Título Oficial do Imperador) que não se altera até à sua morte.
Os nomes de era do imperador Komei são os seguintes:
- Kōka (1844-1848)
- Kaei (1848-1854)
- Ansei (1854-1860)
- Man'en (1860-1861)
- Bunkyū (1861-1864)
- Genji (1864-1867)
- Keio (1865-1868)